# 米勒-尤里实验
米勒-尤里實驗（Miller-Urey experiment）或称米勒实验（Miller experiment）是一項模擬假設性早期地球環境的實驗，研究目的是測試化學演化的發生情況。尤其是針對亞歷山大·歐帕林與约翰·伯顿·桑驗，該學說認為早期地球環境使無機物合成有機化合物的反應較易發生。
米勒-尤里實驗是關於生命起源的經典實驗之一，由芝加哥大學的史丹利·米勒與哈羅德·尤里於1953年主導完成，其結果以《在可能的早期地球環境下之胺基酸生成》（A Production of Amino Acids Under Possible Primitive Earth Conditions）為題發表。米勒实验对后来探索前生物分子的非生物合成具有相当大的启发性，至今依然是教科书中关于生命起源的经典实验。

## 實驗方式與結果

實驗圖解。右下燒瓶模擬海洋環境，左上燒瓶則模擬閃電。

在實驗中，研究者將水（H2O）、甲烷（CH4）、氨（NH3）、氫氣（H2）與一氧化碳（CO）密封於無菌狀態下的玻璃管於燒瓶內，並將其連結形成一個迴路。裝置中的一個燒瓶裝著半滿的液態水，另一個則含有一對電極。首先將液態水加熱促使其蒸發，進而產生水蒸氣；而另一燒瓶的電極通電後會產生火花，以模擬閃電。水蒸氣經過電極之後，又再度凝結並重回原先裝水的燒瓶中，使實驗得以循環進行。
於實驗開始一週後的觀察中發現，約有10%到15%的碳以有機化合物的形式存在。其中2%屬於胺基酸，以甘胺酸最多。而糖類、脂質與一些其他可構成核酸的原料也在實驗中形成；核酸本身，如DNA或RNA則未出現。在實驗中產生的各種化合物皆同時有左式與右式之鏡像異構物。（注：一般報導將「左式 L-form」「右式 D-form」誤译為「左旋」「右旋」，事實上幾乎所有生物化學的教材均說明生物胺基酸為「左式 L-form」，但卻大多為「右旋光性」）
除了上述实验之外，米勒还进行了其他相关的实验，但这些实验都没有发表，产物也没有进行分析。2008年，11名科学家重新分析了米勒-尤里实验留下的实验瓶样品，借助于高效液相色谱和质谱技术，他们发现该实验产生的有机化合物比原先报道的要多。有机物数量最多的是一个模拟火山爆发情景的实验：水蒸气推动着其他气体进入一个经过改造的烧瓶中，加入抽气装置，使气体流动的速度加快。在电火花的作用下，水分子在这种情况下可以均裂生成羟基自由基，再加之其他分子参与的反应，该实验一共得到了22种氨基酸，5种胺，以及很多羟基化的化合物。羰基硫可以帮助这些氨基酸缩合形成多肽。这些进一步的研究为化学演化的假说提供了证据，使生命起源的问题再次回归焦点。
米勒实验证明：由无机物合成小分子有机物是完全有可能的。

## 實驗反應式
實驗中首先形成醛（R-CHO）與氰化氫（HCN），而兩者可作為接下來化學反應的原料，經由下列等通式生成其他化合物：
| 式一: | R-CHO + HCN + H2O | → | H2N-CHR-COOH |
|       | 醛                |   | 胺基酸       |

| 式二: | R-CHO + HCN + 2 H2O | → | HO-CHR-COOH + NH3 |
|       | 醛                  |   | 羟基酸            |

## 含碳產物列表
由初始的59000微莫耳（μmol）的甲烷（CH4）所形成的含碳產物：
| 產物         | 化學式                                             | 化合物莫耳數 (μmol) | 每一分子的碳原子數 | 碳原子莫耳數 (μmol) |
| ------------ | -------------------------------------------------- | ------------------- | ------------------ | ------------------- |
| 甲酸         | {\displaystyle H-COOH}                             | 2330                | 1                  | 2330                |
| 甘氨酸*      | {\displaystyle H_{2}N-CH_{2}-COOH}                 | 630                 | 2                  | 1260                |
| 乙醇酸       | {\displaystyle HO-CH_{2}-COOH}                     | 560                 | 2                  | 1120                |
| 丙氨酸*      | {\displaystyle H_{3}C-CH(NH_{2})-COOH}             | 340                 | 3                  | 1020                |
| 乳酸         | {\displaystyle H_{3}C-CH(OH)-COOH}                 | 310                 | 3                  | 930                 |
| β-丙氨酸     | {\displaystyle H_{2}N-CH_{2}-CH_{2}-COOH}          | 150                 | 3                  | 450                 |
| 乙酸         | {\displaystyle H_{3}C-COOH}                        | 150                 | 2                  | 300                 |
| 丙酸         | {\displaystyle H_{3}C-CH_{2}-COOH}                 | 130                 | 3                  | 390                 |
| 亞氨基二乙酸 | {\displaystyle HOOC-CH_{2}-NH-CH_{2}-COOH}         | 55                  | 4                  | 220                 |
| 肌氨酸       | {\displaystyle H_{3}C-NH-CH_{2}-COOH}              | 50                  | 3                  | 150                 |
| α-氨基丁酸   | {\displaystyle H_{3}C-CH_{2}-CH(NH_{2})-COOH}      | 50                  | 4                  | 200                 |
| α-羥基丁酸   | {\displaystyle H_{3}C-CH_{2}-CH(OH)-COOH}          | 50                  | 4                  | 200                 |
| 琥珀酸       | {\displaystyle HOOC-CH_{2}-CH_{2}-COOH}            | 40                  | 4                  | 160                 |
| 尿素         | {\displaystyle H_{2}N-CO-NH_{2}}                   | 20                  | 1                  | 20                  |
| N-甲基尿素   | {\displaystyle H_{2}N-CO-NH-CH_{3}}                | 15                  | 2                  | 30                  |
| 3-氮雜己二酸 | {\displaystyle HOOC-CH_{2}-NH-CH_{2}-CH_{2}-COOH}  | 15                  | 5                  | 75                  |
| N-甲基丙氨酸 | {\displaystyle H_{3}C-CH(NH-CH_{3})-COOH}          | 10                  | 4                  | 40                  |
| 穀氨酸*      | {\displaystyle HOOC-CH_{2}-CH_{2}-CH(NH_{2})-COOH} | 6                   | 5                  | 30                  |
| 天冬氨酸*    | {\displaystyle HOOC-CH_{2}-CH(NH_{2})-COOH}        | 4                   | 4                  | 16                  |
| α-氨基異丁酸 | {\displaystyle H_{3}C-C(CH_{3})(NH_{2})-COOH}      | 1                   | 4                  | 4                   |
|              | 總計                                               | 4916                |                    | 8944                |

（*合成蛋白質的胺基酸)

## 外部連結
- A Production of Amino Acids Under Possible Primitive Earth Conditions by Stanley L. Miller